# Freddie Wolff
Frederick Ferdinand Wolff, detto Freddie (Hong Kong, 13 ottobre 1910 – Marylebone, 26 gennaio 1988), è stato un velocista britannico, specializzato nei 400 metri piani.

## Palmarès
- Giochi olimpici

Berlino 1936: oro nella staffetta 4×400 metri.